# تشارلي بيركنز
تشارلي بيركنز (بالإنجليزية: Charlie Perkins)‏ هو لاعب كرة قاعدة أمريكي، ولد في 9 سبتمبر 1905 في Ensley (Birmingham) ‏ في الولايات المتحدة، وتوفي في 25 مايو 1988 في سايلم في الولايات المتحدة.

## وصلات خارجية
- تشارلي بيركنز على موقعبيزبول رفرنس.كوم (الدوري الرئيسي) (الإنجليزية)
- تشارلي بيركنز على موقعبيزبول رفرنس.كوم (الدوري الثانوي) (الإنجليزية)
- تشارلي بيركنز على موقع جمعية أبحاث البيسبول الأمريكية (الإنجليزية)